# Wilhelm Jost (Architekt, 1874)

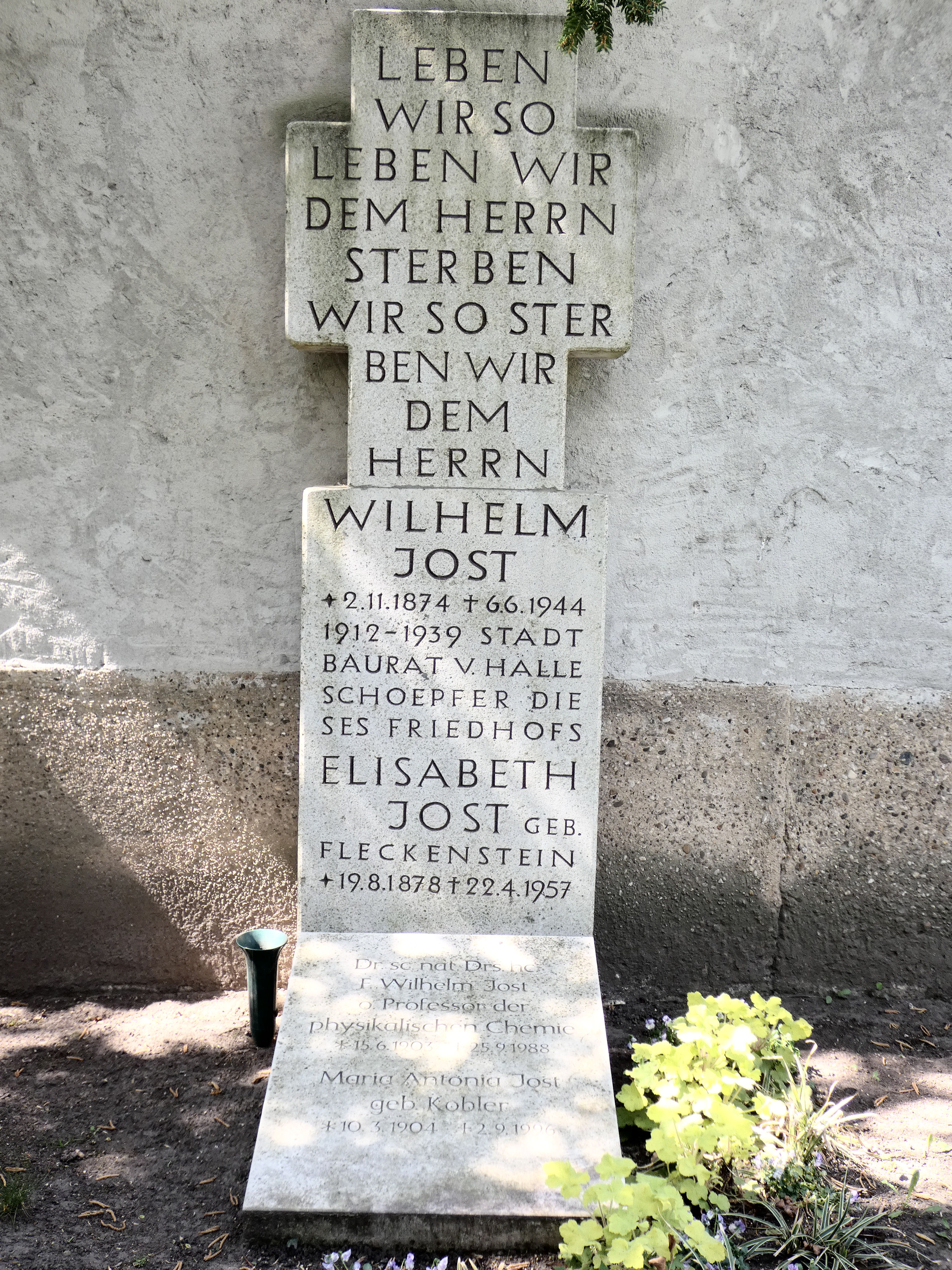
Grabstätte auf dem Gertraudenfriedhof Halle

Wilhelm Jost (* 2. November 1874 in Darmstadt; † 6. Juni 1944 in Lohdorf, Kreis Hohensalza, Provinz Posen) war ein deutscher Architekt und Baubeamter.

## Leben
Jost studierte Architektur an der Technischen Hochschule Darmstadt. Nach dem mit Auszeichnung bestandenen zweiten Staatsexamen war er als Regierungsbaumeister (Assessor) in der staatlichen Bauverwaltung des Großherzogtums Hessen tätig, zunächst in Gießen und ab 1901 in Friedberg. Von Friedberg aus betreute er auch die umfangreichen Neubauten der großherzoglich hessischen Kurverwaltung in Bad Nauheim, die über die Region hinaus große Beachtung fanden. Ab 1915 setzte Baurat Bruno von Boehmer dort sein Werk fort.
1912 wurde Jost als Kreisbauinspektor nach Worms versetzt. Noch im gleichen Jahr erhielt er aber eine Berufung als Stadtbaurat nach Halle (Saale); dieses Amt übte er bis zu seiner Pensionierung im Jahr 1939 aus.
Eines seiner bemerkenswertesten Projekte gleich zu Beginn seiner Amtszeit in Halle ist der Entwurf für die Hauptgebäude des in den Jahren 1913 bis 1915 erbauten neuen  Gertraudenfriedhofs im Norden der Stadt. Während seiner halleschen Zeit verwirklichte er zahlreiche weitere Bauprojekte, wie das Stadtbad, die Stadtsparkasse, das Solbad Wittekind, den Ratshof, die neben vielen anderen Bauten das Stadtbild bis in die Gegenwart prägen. Bedeutsame stadttechnische Bauten, wie das Kraftwerk in Trotha, Verteiler- und Umformstationen, verdeutlichen ebenso sein Wirken für die Stadt.
Josts architektonische Überzeugungen waren durch die Ablehnung überlieferter Formvorstellungen und der Hinwendung zum Jugendstil und einem durch neuklassizistische Elemente gebändigten Abstraktionshistorismus gekennzeichnet. Insofern reiht er sich in die Reihe der gemäßigten Reformer ein. In den 1920er Jahren erarbeitete er sich einen Zugang zum Neuen Bauen, indem er avantgardistische Mitarbeiter, wie Wolfgang Bornemann (1889–1973), im Stadtbauamt förderte.
Jost war seit mindestens 1912 Mitglied im Deutschen Werkbund (DWB). Er starb auf dem landwirtschaftlichen Gut der Familie seiner Tochter in Lohdorf (polnisch Łojewo), Provinz Posen. Sein Grab befindet sich auf dem Gertraudenfriedhof in Halle (Saale).

## Bauten

### Friedberg / Bad Nauheim
- 1901–1902: staatliches Verwaltungsgebäude (für Hochbauamt und Oberförsterei) in Friedberg
- 1905–1906: Maschinenzentrale und Dampfwaschanstalt des Kurbetriebs (östlich des Bahnhofs) am Goldstein in Bad Nauheim[3]
- 1905–1911: Badekuranlage (genannt „Sprudelhof“) in Bad Nauheim
  - dazu gehören die teilweise erhaltenen Kolonnaden, die zerstörten Terrassenanlagen und der Musikpavillon am Kurhaus und die Löwenquelle in Schwalheim.
- 1907–1908: Sanatorium Dr. Grödel in Bad Nauheim[4]
- 1908–1910: Konzertsaal (als Erweiterungsbau des Kursaals) in Bad Nauheim
- 1910–1911: Trinkkuranlage in Bad Nauheim
- 1912: Blindenanstalt mit Schule und Ausbildungsstätten[5]

### Halle (Saale)
- 1911: Turnhalle zum Schulkomplex Waisenhausring 13, Am Bauhof 4/5
- 1912–1914: Gebäude des Gertraudenfriedhofs (mit Georg Lindner), Landrain 25
- 1912–1914: Erweiterungsbau des St.-Cyriakus-Hospitals, Glauchaer Straße 68
- 1913–1915: Stadtbad, Schimmelstraße 1–4 (mit Wilhelm Heymann)
- 1914–1916: Gebäude der ehemaligen Kaiser-Wilhelm-und-Kaiserin-Auguste-Viktoria-Stiftung, Beesener Straße 14
- 1914–1915: Gebäude der Sparkasse, Rathausstraße 5/6
- 1914–1915: Lutherschule, Roßbachstraße 78
- 1914–1915: Wohnhaus Große Steinstraße 60a (gehört zum Stadtbad)
- 1916–1917: ehemaliges Emilienheim (Säuglingsheim) der Bethcke-Lehmann-Stiftung, Riveufer 8
- um 1920: Wohn- und Geschäftshaus Magdeburger Straße 9
- um 1920: Wohnhaus Heinrich-Heine-Straße 2
- 1923–1925: Solbad Wittekind
- 1924–1926: Elektrizitätswerk Trotha, Brachwitzer Straße (mit Ausnahme von Verwaltungsgebäude abgerissen)
- 1924: Umspannwerk am Hallmarkt, Oleariusstraße 4a
- 1925–1926: Wohnhaus Tiergartenstraße 12
- 1925–1928: Transformatorenstationen: Huttenstraße, Merseburger Straße, Moritzzwinger, Trothaer Straße, Universitätsring
- 1926: Umspannwerk Stadtpark
- 1926–1927: Straßenbahndepot, Freiimfelder Straße 74/75
- 1927–1928: Wasserturm Süd mit Schalthaus Turmstraße (heute: Historisches Technikzentrum der Stadtwerke Halle), Lutherplatz (mit Oskar Muy)
- 1928: Transformatorenhaus Rudolf-Breitscheid-Straße
- 1928–1929: Erweiterungsbau des Rathauses (genannt „Ratshof“), Marktplatz 1
- 1929: Arbeitsamt, Am Steintor 14/15 (mit Albrecht Langenbach)
- nach 1930: Freibad Gesundbrunnen (abgerissen), Kantstraße
- 1934: NS-Thingstätte Brandberge
- 1937: „Mitteldeutsche Kampfbahn“, späteres Kurt-Wabbel-Stadion, Straße der Republik
- 1938–1939: Kinderheim Adelheidsruh, Schopenhauerstraße 2/4
- 1938–1939: Diesterwegschule II (2. Bauabschnitt), 2019/2020 Umbau zu Wohnungen, Diesterwegstraße 37